# Ofurô

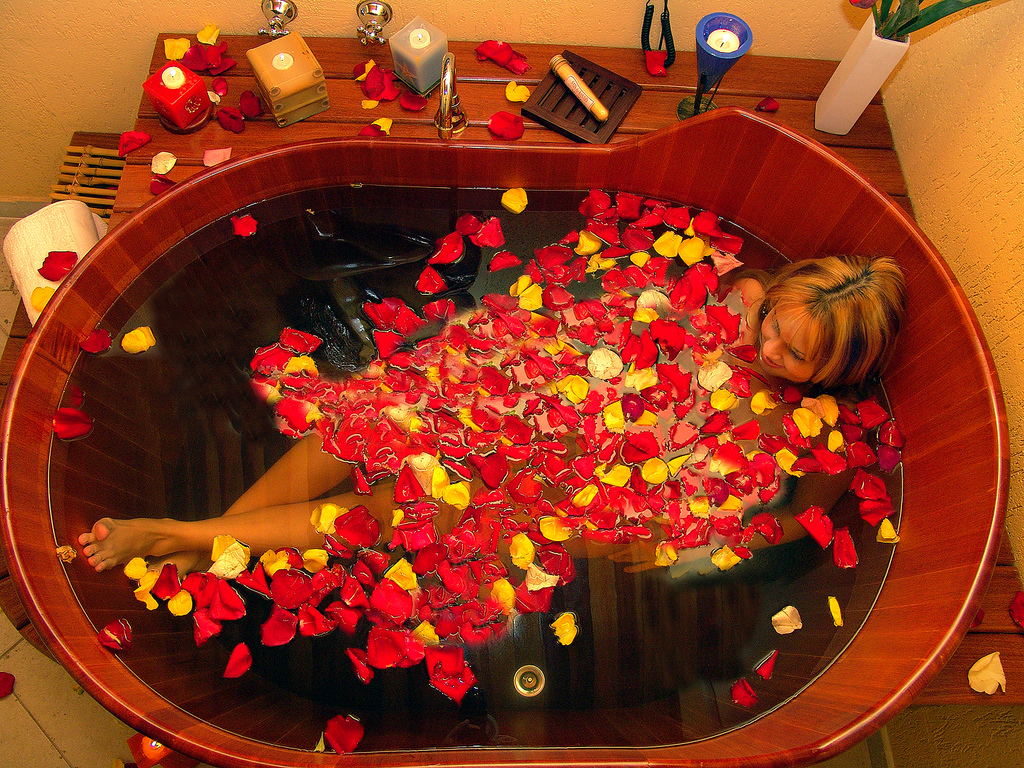
Mulher em banho de ofurô.

Ofurô (風呂; banheira, em japonês), também chamado de furô é um tipo de banheira tradicional do Japão caracterizada pelo seu formato bem mais profundo e curto do que uma banheira ocidental, permitindo a seu usuário tomar banho com o corpo em posição fetal — suficiente para que a água cubra os ombros de uma pessoa sentada.
Comumente essas banheiras são feitas em madeira (no Brasil, a mais utilizada é o cedro-rosa), existindo também modelos de acrílico, fibra de vidro e outros plásticos apropriados. Não se fazem de alvenaria, por questão de higiene. A água é aquecida por ebulidor elétrico ou, ainda, aquecedor a gás. A temperatura da água que deve estar em aproximadamente 40 °C.
O ofurô pode ser utilizado por mais de uma pessoa ao mesmo tempo. Os banhos de imersão no ofurô constituem autênticos rituais familiares no Japão. O objetivo não é lavar o corpo, pois quem entra num ofurô deve lavar-se e enxaguar-se previamente. Tomando banho em água fria e depois entrado com o corpo na água quente a pessoa terá um choque térmico, abrindo os poros da pele.
Os benefícios dos banhos de imersão para a saúde são muito grandes: a par do relaxamento, que alivia estresses de toda natureza, destacam-se limpeza de pele, reequilíbrio hormonal (pelo estímulo glandular causado pela água aquecida) e desintoxicação muscular.